# Panmah Muztagh
La Panmah Muztagh és una serra que forma part de la gran serralada del Karakoram i que es troba al Baltistan, al districte de Gilgit-Baltistan del Pakistan. Els seus cims més alts no són particularment alts si es comparen amb els estàndards del Karakoram, però es caracteritzen per ser enormes bocs granítics que presenten unes parets gairebé verticals, a diferència de les muntanyes del seu voltant. El cim més alt d'aquesta serralada és el Baintha Brakk, un cim també conegut com L'Ogre (7.285 m), un cim extremadament difícil d'escalar i que sols tres expedicions l'han aconseguit coronar. El grup del Latok té una dificultat semblant. Ambdós grups es troben al nord de la gran glacera de Biafo.
La Panmah Muztagh es troba al cor del Karakoram, al nord-oest de la Baltoro Muztagh, on es troben els vuit mils del Karakoram, i al sud-est de l'Hispar Muztagh. La glacera Biafo, al sud-oest, la separa de les muntanyes Spantik-Sosbun. Les glaceres de Skamri Glacier i de Braldu les separa de les muntanyes Wesm, al nord. Les glaceres de Panmah, Nobande Sobande, Choktoi i Chiring es troben dins d'aquesta serralada.

## Principals cims
| Muntanya                | Alçada (metres) | Coordenades                                          | Prominència (metres) | Muntanya pare | Primera ascensió | Ascensions (intents) |
| ----------------------- | --------------- | ---------------------------------------------------- | -------------------- | ------------- | ---------------- | -------------------- |
| Baintha Brakk           | 7.285           | 35° 56′ 51″ N, 75° 45′ 12″ E / 35.94750°N,75.75333°E | 1.891                | Distaghil Sar | 1977             | 3 (14)               |
| Latok I (Latok Central) | 7.151           | 35° 55′ 41″ N, 75° 49′ 21″ E / 35.92806°N,75.82250°E | 1.475                | Baintha Brakk | 1979             | ???                  |
| Latok II (Latok Oest)   | 7.108           | 35° 55′ 12″ N, 75° 48′ 09″ E / 35.92000°N,75.80250°E | 400                  | Latok I       | 1977             | ???                  |
| Latok III (Latok Est)   | 6.,949          | 35° 55′ 12″ N, 75° 50′ 23″ E / 35.92000°N,75.83972°E | 650                  | Latok I       | 1979             | ???                  |

1. ^  Les dades procedeixen de l'Himalayan Index. Poden no ser del tot exactes, ja que algunes escalades pot ser que no hagin estat registrades en la literatura de muntanya o hagin estat indexades incorrectament.